# لو لیپتون
لو لیپتون (انگلیسی: Lew Lipton؛ ‏ ۲۳ فوریهٔ ۱۸۹۷ – ۲۷ دسامبر ۱۹۶۱) فیلم‌نامه‌نویس و تهیه‌کننده فیلم اهل ایالات متحده آمریکا بود.
از فیلم‌هایی که وی در آن‌ها نقش داشته‌است، می‌توان به پسران مومیایی، فیلم‌بردار، عشق برادرانه و ماه عسل اشاره نمود.